# فيكي دونر (فلم)
فيكي دونر (بالإنجليزية: Vicky Donor) هو فيلم كوميدي رومانسي هندي باللغة الهندية صدر عام 2012 من إخراج شوجيت سيركار وإنتاج الممثل جون أبراهام في مشروعه الإنتاجي الأول مع سونيل لولا تحت شركة إروس إنترناشيونال ورونى لاهيري تحت شركة رايزنج صن فيلمز.الفيلم من بطولة أيوشمان كورانا ويامي جوتام، مع أنو كابور ودولي أهلواليا في أدوار محورية. تدور أحداث الفيلم على خلفية التبرع بالحيوانات المنوية والعقم داخل أسرة بنغالية بنجابية. ظهر كل من أيوشمان ويامي لأول مرة في السينما من خلال هذا الفيلم.

## ملخص
الدكتور بالديف تشادها هو خبير في الخصوبة يدير عيادة وبنكًا للحيوانات المنوية في دارياجانج، دلهي، يضمن جودة عالية للحيوانات المنوية للأزواج. لديه حالات فاشلة أكثر من النجاحات. إنه يبحث عن متبرع سليم وعالي الأداء.
ينحدر فيكرام "فيكي" أرورا من عائلة بنجابية من أرورا وهو الابن الوحيد لأمه الأرملة دوللي، التي تدير صالون تجميل صغير في لاجبات ناجار. يعيشان مع جدة فيكي. فيكي متشرد لا يقدم أي دعم مالي للأسرة ويبدأ في البحث عن وظيفة توفر لهم أسلوب حياة أفضل.
يلتقي تشادها بفيكي ويعجب بطبيعته المرحة. يعتقد أن فيكي هي المتبرعة التي كان يبحث عنها. يلاحقه ويقنعه في النهاية بشق الأنفس بأن يصبح متبرعًا بالحيوانات المنوية. على الرغم من تردد فيكي في البداية، إلا أنه يقبل بعد أن عُرض عليه راتب مرتفع. يحصل تشادها على عينة من السائل المنوي لفيكي من أحد المختبرات ويسعد لسماع أنها عينة ذات عدد مرتفع جدًا من الحيوانات المنوية. يقرر تشادها استخدامها لمرضاه ويبدأ في الحصول على معدلات نجاح عالية. يخفي فيكي حياته المهنية بعد مواجهة السخرية من أصدقائه ولكنه يبدأ في الإنفاق بجنون على تجديد منزله وصالة المعيشة. تكسب تشادها أيضًا أموالاً طائلة في هذا العمل.
يلتقي فيكي بمحاسبة طموحة، أشيما روي، في البنك، ويقعان في الحب بعد الخروج عدة مرات. سرعان ما يرغبان في الزواج، ولكن كموظفة بنك مطلقة تريد الزواج من رجل مرح من عائلة صاخبة، يواجه كلاهما ردود فعل عنيفة من عائلاتهما. ومع ذلك، تمكنا في النهاية من الحصول على موافقة الجميع. يستمر فيكي في إخفاء مهنته ويتوقف عن التبرع بالحيوانات المنوية بعد الزواج، متجاهلاً تشادها، الذي يستمر في مطاردة فيكي لأنه أنجح متبرع له.
في منعطف مثير للسخرية من الأحداث، يكتشف الزوجان أن أشيما عاقر. يتم اختبار كليهما، لكن فيكي لا تخضع لاختبار الخصوبة وتضطر إلى الاعتراف بأنها متبرعة بالحيوانات المنوية. تفاجأت أشيما بمهنة زوجها الغريبة، وتغادر إلى منزل والدها. ينكسر قلب فيكي ويقطع كل العلاقات مع تشادها.
سرعان ما داهم ضباط ضريبة الدخل الصالون بسبب تجديداتهم التافهة. يتم القبض على فيكي للاشتباه في تعامله مع أموال سوداء ولكن يتم إطلاق سراحه بكفالة من قبل الدكتور تشادها، الذي يكشف عن مهنته لأفراد عائلته. تشعر والدة فيكي بالاشمئزاز وتعتذر أيضًا لأشيما. جدة فيكي ووالد أشيما يجعلانهما يفهمان كيف ساعد فعل فيكي العديد من العائلات في إنجاب الأطفال ويطلبان منهما أن يكون لديهما وجهة نظر تقدمية في هذا الأمر.
يكتشف مساعد تشادها قائمة الأزواج الذين تبرع لهم فيكي بحيواناته المنوية. يستدعي تشادها فيكي وأشيما إلى حدث استضافه حيث حضرت جميع العائلات التي ساعدها فيكي في إنجاب الأطفال وساعد أشيما على رؤية كيف ساعدت خطوته في إيجاد السعادة. ثم يخبرهم أن أحد الأطفال غائب. فقدت هذه الفتاة الصغيرة والديها في حادث. فشل أجدادها في الاتصال بعيادة تشادها واضطروا إلى إرسالها إلى دار للأيتام. يقترح الدكتور تشادها على الزوجين تبني فتاة صغيرة، ديا. تبدأ أشيما في رؤية المنطق وتفهم الأمر. يجتمع الزوجان ويتبنيان الفتاة الصغيرة، ويستمر فيكي في التبرع بالحيوانات المنوية من حين لآخر لعيادة تشادها.

## طاقم التمثيل
- أيوشمان كورانا بدور فيكرام "فيكي" أرورا المعروف أيضًا باسم فيكي دونور
- يامي جوتام بدور أشيما "تونا" روي،[2] زوجة فيكي
- آنو كابور بدور الدكتور بالديف تشادها
- دوللي أهلواليا بدور السيدة دوللي أرورا، والدة فيكي[3]
- كامليش جيل بدور بيجي، جدة فيكي[4][5]
- بوجا جوبتا بدور شويتا (جارة فيكي)
- جايانت داس في دور السيد روي (والد أشيما)
- سواروبا غوش بدور بيشي (عمة أشيما)
- إندربال سينغ بدور تاياجي
- بوبيش بانديا في دور شامان (مساعد الدكتور تشادها)
- كي في راجني في دور الممرضة لاتا.[6]
- بارامجيوت سينغ بدور والدة فيكي
- جون أبراهام بدور نفسه في أغنية "Rum Whisky Song Item Number Dancer"
- فيجاي مينو بدور الوالد في مستشفى تشادها

## روابط خارجية
- مقالات تستعمل روابط فنية بلا صلة مع ويكي بيانات